# La Vie devant soi
La Vie devant soi is een Franse film uit  1977. De film werd geregisseerd door Moshé Mizrahi  en Simone Signoret speelde de hoofdrol. In Frankrijk was La Vie devant soi een van de meest succesvolle Franse films van 1977.
Het scenario is gebaseerd op de gelijknamige roman (1975 en de Prix Goncourt datzelfde jaar) van Émile Ajar, een van de pseudoniemen van Romain Gary.

## Verhaal
Madame Rosa is een oudere ex-prostituee van joodse afkomst die de concentratiekampen overleefd heeft. Ze woont in de Parijse wijk Belleville. Om in haar levensonderhoud te voorzien zorgt ze voor de kinderen van haar jongere ex-collega's. Ze heeft een bijzondere voorkeur voor de wees Momo, een Algerijns jongetje dat graag zou weten wie zijn ouders zijn. Momo op zijn beurt staat haar bij als ze ziek en onzelfstandig dreigt te worden.

## Rolverdeling
| Acteur             | Personage          |
| ------------------ | ------------------ |
| Simone Signoret    | madame Rosa        |
| Samy Ben Youb      | Momo               |
| Michal Bat-Adam    | Nadine             |
| Gabriel Jabbour    | monsieur Hamil     |
| Geneviève Fontanel | Maryse             |
| Bernard Lajarrige  | monsieur Charmette |
| Mohamed Zinet      | Kadir Youssef      |
| Abder El Kebir     | Mimoun             |
| Claude Dauphin     | dokter Katz        |
| Costa-Gavras       | Ramon              |